# موستیر، هنوت
موستیر (به لاتین: Moustier) یک منطقهٔ مسکونی در بلژیک است که در فرازن-له-آنون واقع شده‌است. موستیر ۹٫۴۵ کیلومتر مربع مساحت و ۶۵۴ نفر جمعیت دارد.